# دیپ اسپرینگز (کالیفرنیا)
دیپ اسپرینگز (به انگلیسی: Deep Springs) یک منطقهٔ مسکونی در ایالات متحده آمریکا است که در شهرستان اینیو، کالیفرنیا واقع شده‌است. دیپ اسپرینگز ۱٬۵۸۳ متر بالاتر از سطح دریا قرار دارد.